# Ментухотеп III
Санхкара Ментухотеп III — давньоєгипетський фараон з XI династії, що правив у 2004—1992 роках до н. е.
Ментухотеп III продовжував політику своїх попередників з фіванської XI династії. До його правління належить спорудження храмів Амона, Монту і кілька місцевих божеств.

## Галерея

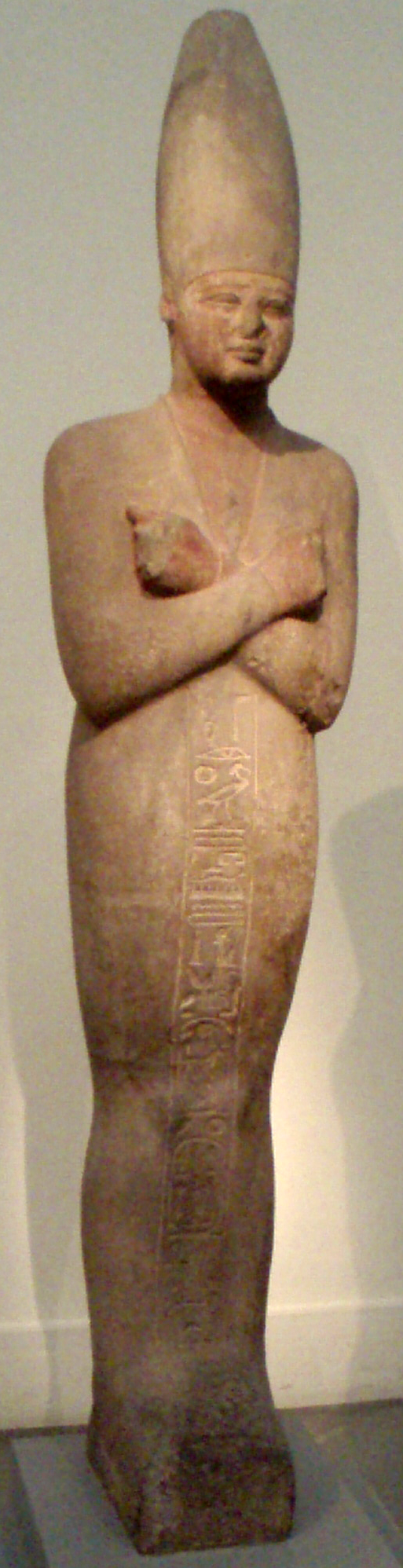
Статуя Ментухотепа III у повний зріст
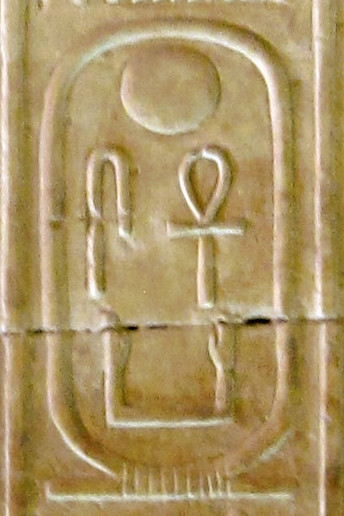
Ієрогліф імені Ментухотепа III
Зображення Ментухотепа III в Луврі
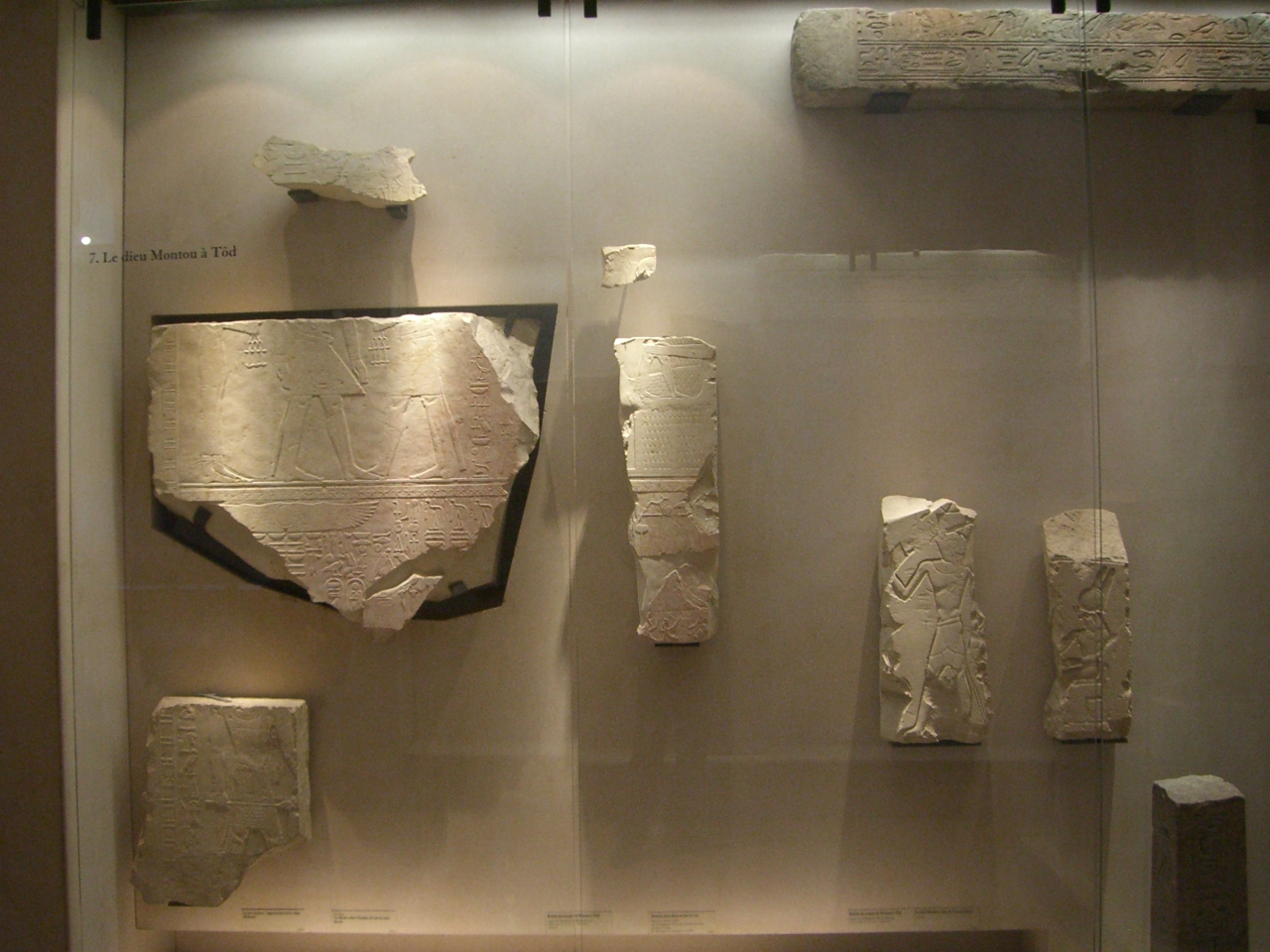
Зображення Ментухотепа III в Луврі
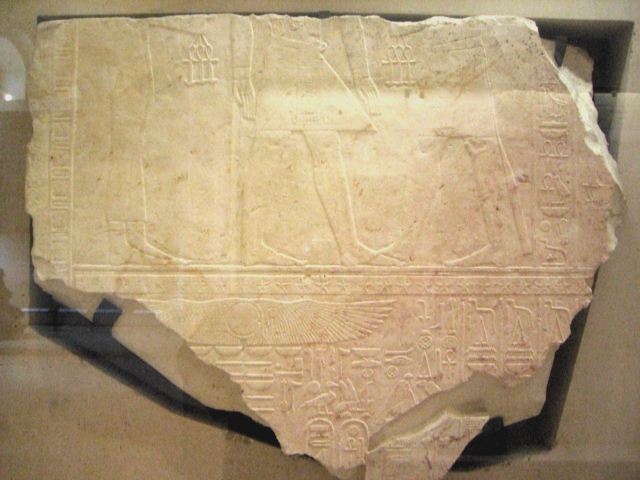
Зображення Ментухотепа III в Луврі

## Життєпис
В цілому продовжував політику своїх попередників з фіванської династії. До часів його правління належить спорудження храмів Амона, Монту й кількох місцевих божеств.